# Cantonul Fontaine-Seyssinet
Cantonul Fontaine-Seyssinet este un canton din arondismentul Grenoble, departamentul Isère, regiunea Rhône-Alpes, Franța.

## Comune
- Fontaine (parțial, reședință)
- Seyssinet-Pariset
- Seyssins